# Ossians sånger
Ossians sånger är ett diktverk från 1760-talet,  skrivet av författaren James Macpherson (1736–1796) och översatt till i stort sett alla europeiska språk, inklusive svenska, först av Abraham Niclas Edelcrantz.
Macpherson påstod sig i de skotska högländerna ha hittat manuskript med upptecknade gamla ballader, som ursprungligen hade skapats av en keltisk skald, Ossian, på 200-talet e Kr. Macpherson sade sig ha översatt balladerna från gaeliska, ett keltiskt språk, till engelska.
I England var man allmänt hänförd av Macphersons fynd, även om det avvisades som en bluff av Samuel Johnson. Nu hade de brittiska öarna en forntida skald, precis som grekerna hade sin Homeros. Det fanns ett starkt intresse för forntida historia under romantiken och i Ossians sånger hade man nu en källa som belyste livet hos kelterna, landets urinvånare. 
Men forskarna ville veta mer om sångerna, hur de keltiska originaltexterna såg ut, om det fanns fler ballader bevarade med mera. Macpherson var emellertid märkligt ovillig att lämna ifrån sig upplysningar. Så småningom blev det klart att Ossians sånger var en litterär bluff. Macpherson hade själv skrivit sångerna – på engelska. Hans kunskaper i gaeliska var så skrala, att han knappast skulle ha kunnat översätta keltiska ballader till engelska. Troligen hade han hört gamla visor sjungas i Skottland och sedan använt dessa som inspirationskälla. Han var alltså inte upptecknare eller redaktör utan skald, och en skald som förmådde att entusiasmera sina läsare. 
Goethe, Herder och Napoleon tillhörde beundrarna av Ossian. Som pojke var Walter Scott en av Ossians tillbedjare, och ännu Byron och Shelley, madame de Staël och Lamartine fann honom poetisk. I Sverige gav Thorild honom sin hyllning i hymnlika uttryck; Per Enbom svärmade för honom, och Kellgren gav, i sitt docentspecimen, honom ett varmt erkännande.  Senare bearbetade en mängd svenska skalder, från Atterbom till S. A. Hollander, stycken ur Ossians sånger, och Runeberg lät i Kung Fjalar den ossianska poesin stå upp i förklarad gestalt. Ossians sånger spelade en avgörande roll för inledningen av romantiken och gav keltisk mytologi ett uppsving.
Den svenske kungen Oscar I (född 1799) är, efter förslag från Napoleon, uppkallad efter en hjälte i dikten.